# جفت‌الکترون
جفت‌الکترون (به انگلیسی: Electron pair) دو الکترون از یک اوربیتال یکسان با اسپین وارون یکدیگر هستند. این مفهوم در سال ۱۹۱۶ میلادی (۱۲۹۵ خورشیدی) به وسیله گیلبرت لوییس بیان گردید؛ از این‌رو آن‌را جفت لوییس نیز می‌نامند.
برپایه اصل طرد پاولی ، چون الکترون‌ها، فرمیون هستند، تنها می‌توانند با یک عدد کوانتومی همسان، دارای دو عدد اسپینی گوناگون باشند. در نتیجه در یک اوربیتال با عدد کوانتومی یکسان، بی‌تردید دو الکترون با دو اسپین مخالف وجود دارند.